# Шифратор
Шифраторът, наричан още кодер, е комбинационна логическа схема, която генерира двоичен изходен код, определящ еднозначно активирания входен сигнал. Казано с други думи, ролята на шифратора е да превръща сигнал или данни в код. Кодът може да служи за всякакви цели, като уплътняване на сведенията за пренос или съхранение, криптиране или добавяне на излишъци към входящия код или преобразуване от един код в друг.
Шифраторите се изграждат по т.нар. приоритетна схема. Ако се подаде едновременно сигнал на повече от един вход, на изхода се получава входа на най-старшия вход (този с най-голям номер). Логическото ниво на входа е логическа "0".
Дешифраторът (декодер) изпълнява обратната функция на шифратора, а именно активизира първия изход при определена комбинация на входните сигнали. При n брой входа, максималният брой изходи е 2n. Дешифратори, които използват всички възможни изходи, се наричат пълни; когато част от изходите не се използват се наричат непълни.